# Keşkek

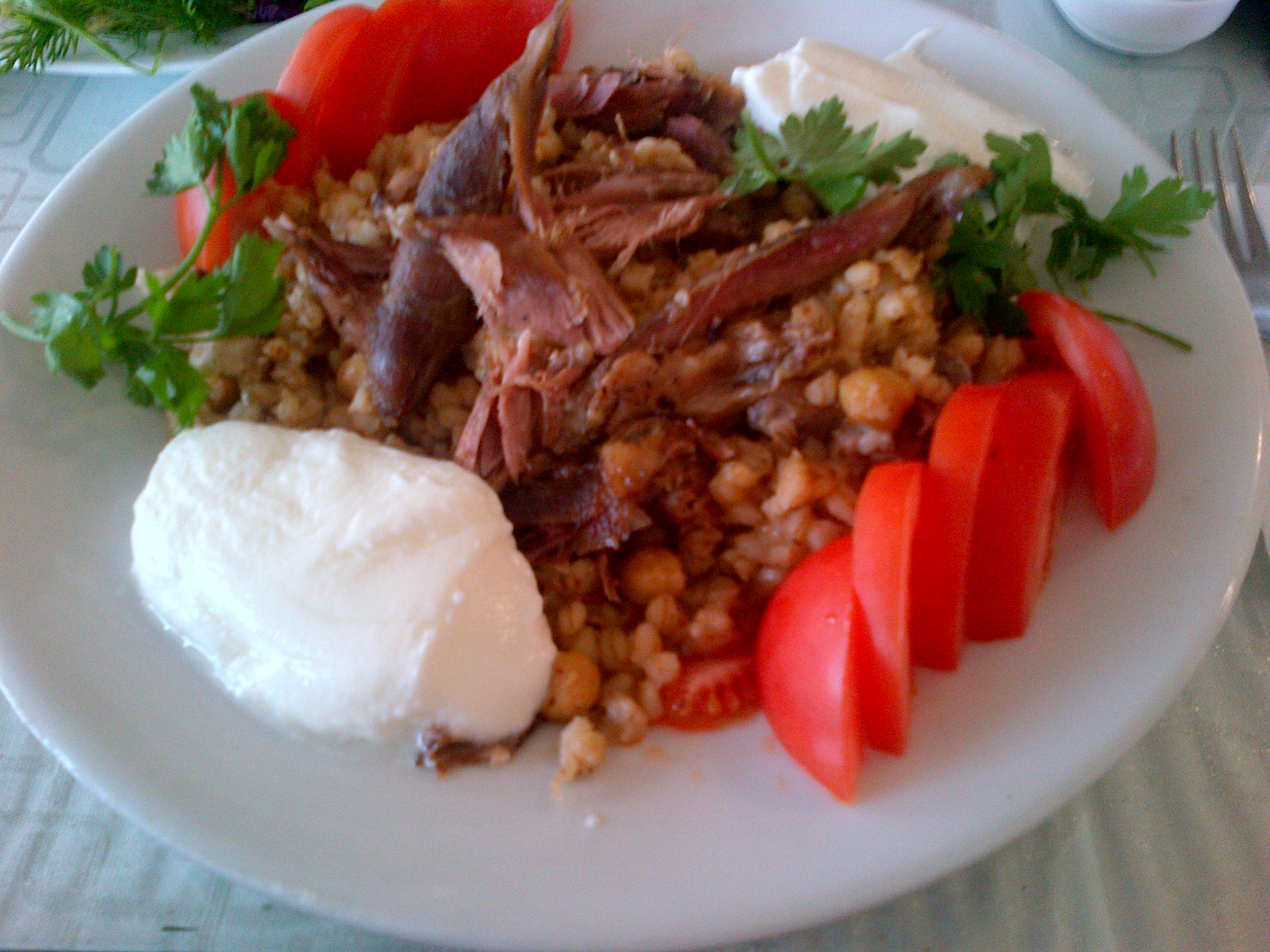
Keşkek

Keşkek – potrawa z mięsa z pszenicą lub jęczmieniem w kuchni tureckiej, irańskiej i greckiej.
W 2011 roku tradycja przyrządzania potrawy „keşkek” w Turcji została wpisana na listę niematerialnego dziedzictwa UNESCO.

## Opis
Przyrządzania potrawy „keşkek” w Turcji towarzyszą tradycyjne obrzędy, w których uczestniczą wspólnie mężczyźni i kobiety z sąsiedztwa. W przeddzień uroczystości, na której podawany jest „keşkek”, ziarna zbóż (pszenicy lub jęczmienia) są płukane, a czynności tej towarzyszą modły. Opłukane ziarna przenoszone są do wielkiego kamiennego moździerza przy akompaniamencie bębna davul i surm. W moździerzu opłukane ziarna są rozdrabnianie i ucierane w stałym rytmie przy użyciu tłuczków. Samo gotowanie odbywa się zwykle na zewnątrz domu. Do wielkiego miedzianego kotła wrzucane są: rozdrobnione zboże, mięso, cebula, przyprawy, woda i oliwa. Gotowanie zajmuje całą noc. Następnego dnia w południe wzywani są najsilniejsi młodzieńcy, aby ubić potrawę drewnianymi ubijakami.
„Keşkek” przegotowywany jest tradycyjnie w Turcji z okazji ślubu, obrzezania i świąt religijnych, np. podczas ramadanu.
W 2011 roku tradycja przyrządzania potrawy „keşkek” w Turcji została wpisana na listę niematerialnego dziedzictwa UNESCO.